# Trismegistia panduriformis
Trismegistia panduriformis är en bladmossart som beskrevs av Brotherus 1909. Trismegistia panduriformis ingår i släktet Trismegistia och familjen Sematophyllaceae. Inga underarter finns listade i Catalogue of Life.